# 역 (용기)

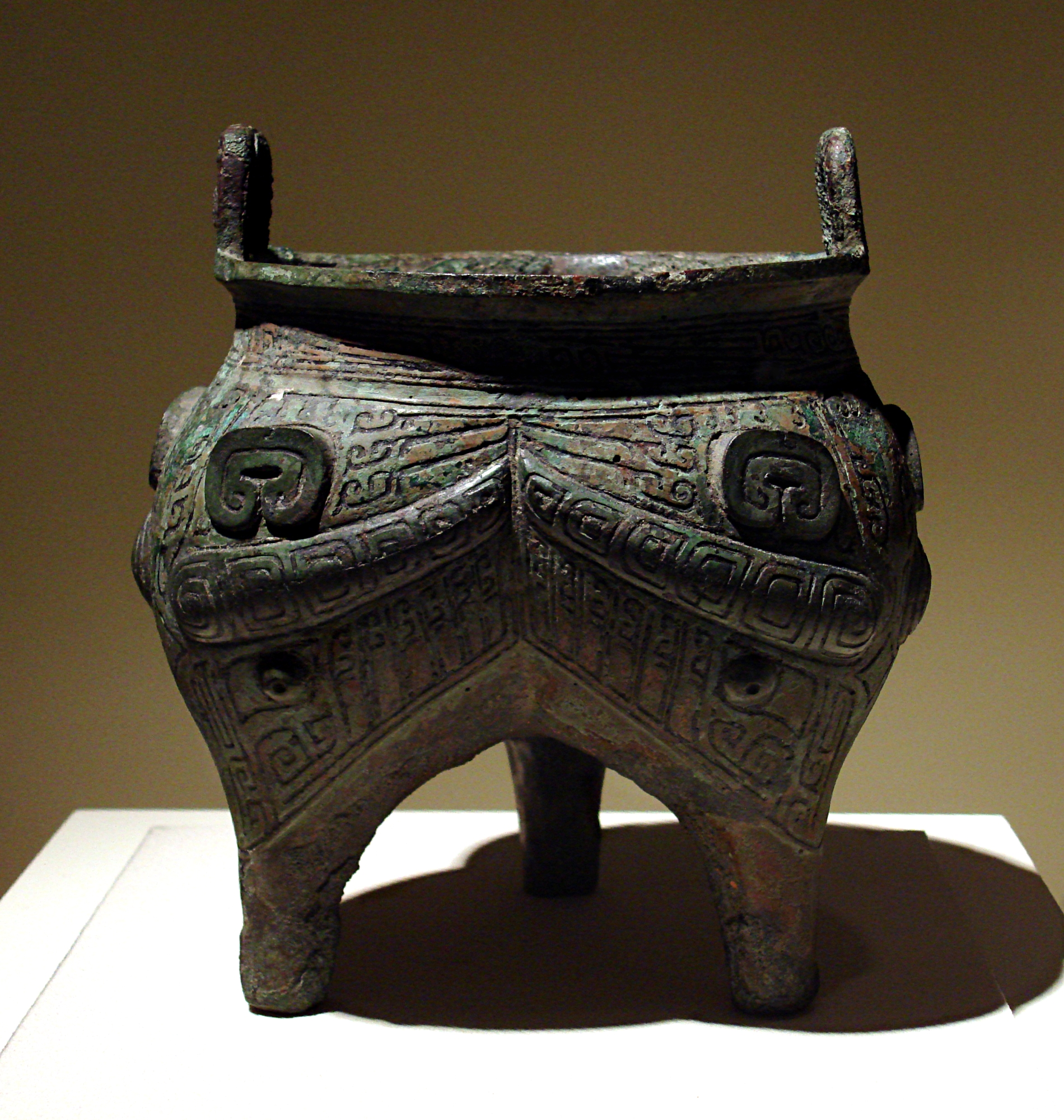
역

역(鬲)은 고대 중국에서 사용된 그릇의 일종이다. 세 개의 발이 달려 있다.
역은 고대 중국에서 요리와 난방에 사용되었던 조리기구의 일종이다. 역은 신석기시대 말기에 나타났고, 청동기는 은대부터 춘추시대까지 유행하였다. 전국시대 말기에는 난로의 보급에 따라 점차 주전자로 대체되었다.
역은 신석기 시대 후기에 등장했으며 은나라와 주나라 왕조까지 여전히 인기가 높았다. 그 모양은 대부분 화려한 입과 둥근 배, 3개의 주머니 모양의 발을 갖고 있으며 일부 목에는 이중 귀가 있었다. 불에 직접 구워낸다. 역의 모양은 삼각대의 모양과 유사하다. 서주(西周) 중후기에는 역이 성행하여 집단으로 매장되는 경우가 많았으며, 청동역 집단의 크기와 형태, 명문은 거의 동일하였다.